# إيمي غوغ
إيمي غوغ هي متزلجة تزلج صدري كندية، ولدت في 24 أغسطس 1977 في ويليامز ليك في كندا.

## وصلات خارجية
- إيمي غوغ على موقع IBSF (الإنجليزية)
- إيمي غوغ على موقع اللجنة الأولمبية الدولية (الإنجليزية)
- إيمي غوغ على موقع أوليمبيديا (الإنجليزية)
- إيمي غوغ على موقع اللجنة الأولمبية الكندية (الإنجليزية)